# Hildur Guðnadóttir
Hildur Guðnadóttir (/ˈhɪltʏr̥ ˈkvʏðnaˌtouhtɪr̥/ ), née le 4 septembre 1982 à Reykjavik, est une violoncelliste et compositrice islandaise de formation classique.

## Biographie
Hildur Guðnadóttir naît en 1982 à Reykjavik et grandit à Hafnarfjörður.
Elle vient d'une famille de musiciens — son père, Guðni Franzson, est un compositeur, clarinettiste et professeur de musique ; sa mère, Ingveldur Guðrún Ólafsdóttir, est une chanteuse d'opéra. Elle commence à jouer du violoncelle à l'âge de cinq ans et fait ses débuts à l'âge de dix ans en accompagnant sa mère. Elle entre à la Reykjavik Music Academy puis étudie la composition et les nouveaux medias à l'Iceland University of the Arts (en) et l'université des arts de Berlin.
Hildur vit à Berlin avec son fils (né en 2012),. Elle est mariée à Sam Slater, un compositeur anglais, producteur de musique, avec qui elle collabore sur de multiples projets incluant Chernobyl et Joker,,,.
Elle partageait également à Berlin un studio d'enregistrement avec le compositeur, musicien et réalisateur Jóhann Jóhannsson, islandais comme elle, et avec qui elle a fréquemment collaboré sur tous leurs projets respectifs depuis 2003 en musique pure ou en musique de film, jusqu'au décès prématuré de ce dernier début 2018. Il s'agissait donc d'une relation d'amitié créative profonde, d'une complicité musicale intense et, comme elle le dit, d'un « travail main dans la main », avec celui qu'on a parfois qualifié de « gourou musical », ou encore de « mentor de Hildur Guðnadóttir ». C'est d'ailleurs elle qui a contribué à finaliser le dernier projet cinématographique de Jóhannsson (comme compositeur et scénariste, et comme réalisateur au long cours pour la première et dernière fois) : une fable posthume de science-fiction prophétique et contemplative sur le roman culte d'Olaf Stapledon Les Derniers et les Premiers (Last and First Men), créée en 2017 comme « performance » audiovisuelle interprétée en direct à la biennale d'art contemporain du Festival International de Manchester (en), puis présentée sous forme de film long métrage en 2020 au Festival international du film de Berlin [voir la section « Adaptation au cinéma » qui décrit ce film dans l'article consacré au roman de Stapledon].
Par ailleurs Hildur Guðnadóttir a joué et enregistré avec les groupes Pan Sonic, Throbbing Gristle et Múm. Elle a également participé aux tournées d'Animal Collective et de Sunn O. Elle a aussi composé plusieurs musiques de films ainsi que celle de la pièce Sumardagur (Summer Day) jouée au théâtre national d’Islande.
Hildur Guðnadóttir est également chanteuse et arrangeuse de la musique de chœur pour Throbbing Gristle en Autriche et à Londres.
En 2007, elle sort Mount A, un album solo enregistré à New York et à Hólar, dans le Nord de l’Islande. En 2009, elle publie son second album solo, Without Sinking, sur le label Touch.
Elle a remporté plusieurs récompenses, notamment l'Oscar de la meilleure musique de film pour Joker en 2020,.

## Discographie

### Solo
- Mount A (en) (Lost in Hildurness) (12 Tónar (en) 2006).
- Without Sinking (Touch Music (en) 2009), avec une version en vinyle comprenant des pistes supplémentaires.
- Mount A (album) (Hildur Guðnadóttir) (Touch Music, 2010).
- Leyfðu Ljósinu (Touch Music, 2012).
- Saman (Touch Music, 2014), avec une version en vinyle.

### Collaborations
- Rúnk – Ghengi Dahls (Flottur kúltúr og gott músik) 2001
- Mr. Schmucks Farm – Good Sound (Oral 2005)
- Stórsveit Nix Noltes (en) – Orkídeur Hawai (12 Tónar/Bubblecore 2005)
- Angel et Hildur Guðnadóttir – In Transmediale (Oral 2006)
- Hildur Guðnadóttir avec Jóhann Jóhannsson – Tu Non Mi Perderai Mai (Touch 2006)
- Nico Muhly – Speaks volumes (Bedroom Community 2006)
- Valgeir Sigurðsson – Equilibrium Is Restored (Bedroom Community 2007)
- Ben Frost – Theory of Machines (Bedroom Community 2006)
- Skúli Sverrisson (en) – Sería (12 Tónar, 2006)
- Pan Sonic – Katodivaihe/Cathodephase (Blast First Petite 2007)
- Múm – Go Go Smear the Poison Ivy (Fat Cat 2007)
- Hildur Guðnadóttir, B. J. Nilsen et Stilluppsteypa – Second Childhood (Quecksilber 2007)
- Múm - Sing Along to Songs You Don't Know (Morr Music 2009)
- The Knife – Tomorrow, In a Year (2010)
- Wildbirds & Peacedrums (en) – Rivers (album) (en) (The Leaf Label 2010)
- Sōtaisei Riron (en) et Keiichirō Shibuya – Blue (Strings Edit) feat. Hildur Guðnadóttir (Commmons (en) 2010)
- Skúli Sverrisson – Sería II (Sería Music, 2010)
- Hauschka – Pan Tone (Sonic Pieces, 2011)
- Múm - Smilewound (Morr Music 2013)
- Craig Sutherland – Strong Island (2017)
- Sam Slater - Battlefield 2042 (2021)

## Filmographie
Sauf indication contraire, les informations mentionnées dans cette section peuvent être confirmées par la base de données cinématographiques IMDb,  présente dans la section « Liens externes ».

### Comme compositrice
- 2012 : Hijacking (Kapringen) de Tobias Lindholm
- 2013 : Jîn de Reha Erdem
- 2015 : Trapped (Ófærð) (série télévisée) - en collaboration avec Jóhann Jóhannsson et Rutger Hoedemaekers
- 2016 : The Oath - Le Serment d'Hippocrate (Eiðurinn) de Baltasar Kormákur
- 2017 : Tom of Finland de Dome Karukoski - en collaboration avec Lasse Enersen
- 2017 : Strong Island (documentaire) de Yance Ford - en collaboration avec Craig Sutherland
- 2017 : The Handmaid's Tale : La Servante écarlate - participation sur plusieurs épisodes
- 2018 : Marie Madeleine (Mary Magdalene) de Garth Davis - en collaboration avec Jóhann Jóhannsson
- 2018 : Sicario : La Guerre des cartels (Sicario: Day of the Soldado) de Stefano Sollima en collaboration avec Jóhann Jóhannsson
- 2019 : Chernobyl (série télévisée)
- 2019 : Joker de Todd Phillips
- 2022 : Amsterdam de David O. Russell
- 2022 : Tár de Todd Field
- 2022 : Women Talking de Sarah Polley
- 2023 : Mystère à Venise (A Haunting in Venice) de Kenneth Branagh
- 2024 : Joker : Folie à deux de Todd Phillips
- 2025 : Hedda de Nia DaCosta
- 2026 : 28 Years Later: The Bone Temple de Nia DaCosta
- 2026 : The Bride de Maggie Gyllenhaal

### Comme musicienne
- 2010 : Last and first men de Jóhann Jóhannsson (BO DG) - violoncelle
- 2013 : Prisoners de Denis Villeneuve - violoncelle
- 2015 : Sicario de Denis Villeneuve - violoncelle
- 2015 : The Revenant d'Alejandro González Iñárritu - violoncelle
- 2016 : Premier Contact (Arrival) de Denis Villeneuve - violoncelle
- 2018 : Marie Madeleine de Garth Davis - percussions
- 2019 : Chernobyl - piano, violoncelle, chant, chœurs

## Distinctions
Sauf indication contraire, les informations mentionnées dans cette section peuvent être confirmées par la base de données cinématographiques IMDb,  présente dans la section « Liens externes ».

### Récompenses
- Edda Awards 2016 : meilleure musique pour Trapped
- Edda Awards 2017 : meilleure musique pour The Oath - Le Serment d'Hippocrate
- Emmy Awards 2019 : meilleure musique pour une série limitée ou d'anthologie, un téléfilm ou une émission spéciale pour Chernobyl pour l'épisode Please Remain Calm
- Golden Globes 2020 : meilleure musique de film pour Joker
- Critics' Choice Movie Awards 2020 : meilleure musique de film pour Joker
- BAFTA 2020 : meilleure musique de film pour Joker
- Grammy 2020 : meilleure bande originale pour un média visuel (en) pour Chernobyl
- Oscars 2020 : meilleure musique de film pour Joker
- Grammy 2021 : meilleure bande originale pour un média visuel (en) pour Joker
- Festival international du film de Toronto 2022: prix honorifique
- Mostra de Venise 2024 : meilleure bande originale pour Joker : Folie à deux[15]

### Nominations
- Roberts 2013 : meilleure musique originale pour le film Hijacking
- Cinema Eye Honors Awards (en) 2018 : meilleure musique de film pour Strong Island
- Golden Globes 2023 : meilleure musique de film pour Women Talking